# Toxomerus flaviplurus
Toxomerus flaviplurus är en tvåvingeart som först beskrevs av Hall 1927.  Toxomerus flaviplurus ingår i släktet Toxomerus och familjen blomflugor. Inga underarter finns listade i Catalogue of Life.